# Willibald Diemair
Willibald Diemair (* 4. Oktober 1899 in München; † 1. Juli 1991 in Frankfurt am Main) war ein deutscher Chemiker sowie Hochschullehrer.

## Leben
Willibald Diemair, Sohn des Willibald Diemair senior und der Anna geborene Rieth, widmete sich nach dem Abitur, das er 1917 am Wilhelmsgymnasium München ablegte, dem Studium der Chemie an der Königlich Bayerischen Technischen Hochschule München, das er 1925 mit dem Erwerb des akademischen Grades eines Dr.-Ing. abschloss. Anschließend wandte er sich dem Studium der Lebensmittelchemie an der Ludwig-Maximilians-Universität München zu, wo 1929 seine Promotion zum Dr. phil. erfolgte.
Willibald Diemair bekleidete in der Folge die Stellen des Laborvorstehers sowie stellvertretenden Leiters der Deutschen Forschungsanstalt für Lebensmittelchemie an der Universität München, dort habilitierte er sich 1936 als Privatdozent. Im Folgejahr wechselte er als Privatdozent für Lebensmittelchemie an die Johann Wolfgang Goethe-Universität Frankfurt am Main, wo er 1942 zum ordentlichen Professor sowie Direktor des Instituts für Lebensmittelchemie, welches zugleich das Städtische Lebensmitteluntersuchungsamt der Stadt Frankfurt am Main war, befördert wurde. An die Universität Frankfurt wechselte er als Nachfolger von Josef Tillmans.
Diemair, der am 11. Januar 1940 die Aufnahme in die NSDAP beantragte und zum 1. April desselben Jahres aufgenommen wurde (Mitgliedsnummer 8.006.895), nahm am 27. Januar 1944 an der Mycel-Tagung im Reichsministerium für Rüstung und Kriegsproduktion teil. Hintergrund war die Prüfung, ob dieses Zelluloseabfallprodukt durch das „SS-Wirtschafts- und Verwaltungshauptamt als Ersatznahrung für KZ-Häftlinge verwendet werden sollte“.
1969 erfolgte seine Emeritierung in Frankfurt am Main. 1958 wurde er in den Bundesgesundheitsrat berufen.
Willibald Diemair wurde 1951 in Anerkennung seiner besonderen Verdienste um sein Fachgebiet mit der Joseph-König-Gedenkmünze ausgezeichnet. Anlässlich seines 65. Geburtstages wurde ihm 1964 die Ehrenplakette der Stadt Frankfurt am Main verliehen.
Willibald Diemair, der privat antike religiöse Plastiken sowie Bilder sammelte, ehelichte 1929 Emilie geborene Noack. Er verstarb 1991 in seinem 92. Lebensjahr in Frankfurt am Main.

## Publikationen
- Beitrag zur Kenntnis der pflanzlichen Phosphatide unter besonderer Berücksichtigung des Phosphatids der Mohrrübe, J. Springer, Berlin, 1931.
- Die Haltbarmachung von Lebensmitteln, Enke, Stuttgart, 1941.
- Untersuchungen über Fluoreszenzerscheinungen von Paraffinöl: das zum Paraffinieren von getrockneten Weinbeeren verwendet wird, in: Band 33 von Schriftenreihe des Bundes für Lebensmittelrecht und Lebensmittelkunde, Behr, Hamburg, Berlin, Düsseldorf, 1960.
- Das Verhalten der schwefligen Säure im Essig bei der Herstellung und während der Lagerung: Arbeitsbericht, in: Band 46 von Schriftenreihe des Bundes für Lebensmittelrecht und Lebensmittelkunde e.V, Behr, Hamburg, 1963.
- Die schweflige Säure und ihre Funktion bei der Verarbeitung von Kartoffelprodukten, in: Band 43 von Schriftenreihe des Bundes für Lebensmittelrecht und Lebensmittelkunde, Bund für Lebensmittelrecht und Lebensmittelkunde, Behr, Hamburg, 1963.
- Mit Wilhelm Postel: Nachweis und Bestimmung von Konservierungsstoffen in Lebensmitteln, Wissenschaftliche Verlags-Gesellschaft, Stuttgart, 1967.
- Mit Hermann Eyer, Konrad Lang: Bedeutung der im Honig vorkommenden Saccharase : Gutachten, Behr, Hamburg, 1968.